# دژ بریندونک
دژ بریندونک (به هلندی: Fort van Breendonk) تأسیساتی نظامی سابق در بریندونک، استان آنتورپ، در نزدیکی مشلان در بلژیک است که به عنوان اردوگاه زندان نازی‌ها در هنگام اشغال بلژیک توسط آلمان نازی در طول جنگ جهانی دوم خدمت می‌کرد.
در آغاز میان سال‌های ۱۹۰۶ و ۱۹۱۳، این دژ به عنوان بخشی از حلقه دوم حفاظ استحکامی ملی بلژیک ساخته شد، و توسط ارتش بلژیک استفاده می‌شد. دژ با مساحتی برابر با ۲۰۰ در ۳۰۰ متر توسط یک لایه خاک به ضخامت پنج متر برای دفاع در برابر آتش توپخانه، به همراه خندقی پر از آب، احاطه شده بود. از این دژ هم در جنگ جهانی اول و هم در جنگ جهانی دوم استفاده می‌شد، اما تا آن هنگام دیگر از نظر نظامی منسوخ شده بود.
دژ بریندونک اندکی پس از تسلیم بلژیک در ۲۸ مه ۱۹۴۰ توسط اس‌اس تغییر کاربرد داد و به عنوان زندانی برای بازداشت زندانیان سیاسی، مبارزان مقاومت و یهودیان استفاده شد. اگرچه دژ از نظر فنی یک زندان، و نه اردوگاه کار اجباری، به‌شمار می‌رفت، اما به شرایط بد زندگی در آن و شکنجه و اعدام زندانیان بدنام بود. بیشتر بازداشت شدگان متعاقباً به اردوگاه‌های بزرگتر کار اجباری در اروپای شرقی منتقل می‌شدند. باور بر این است که ۳٬۵۹۰ زندانی در طول جنگ در دژ بریندونک نگهداری می‌شدند که ۳۰۳ تن از آنها در دژ کشته یا اعدام شدند، و ۱۷۴۱ تن دیگر نیز پس از آن در اردوگاه‌های دیگر پیش از پایان جنگ کشته شدند. در حافظه تاریخی بلژیک، بریندونک تبدیل به نمادی از وحشی‌گری در جریان اشغال آلمان نازی شد.
اردوگاه پیش از آزادسازی بلژیک توسط متحدان غربی در سپتامبر ۱۹۴۴ از سوی آلمانی‌ها تخلیه شد. از آن برای بازداشت همدستان بلژیکی نازی‌ها برای مدت کوتاهی استفاده شد. در سال ۱۹۴۷ عنوان «یادمان ملی» را دریافت کرد و متعاقباً به عنوان موزه در معرض دید همگان قرار گرفت. بعدها، بسیاری از کارکنان اردوگاه به دلیل اقداماتشان در زمان جنگ در دادگاه‌های بلژیک محاکمه شدند.